# Пилвамаа
Пилвамаа (ест. Põlvamaa або Põlva maakond) — повіт на південному сході Естонії. Межує з Росією на сході, а також з повітами Вирумаа, Валгамаа і Тартумаа. Адміністративний центр — місто Пилва. Повіт в адміністративному відношенні поділяється на 3 волості. 
На заході повіту розташована Отепяська піднесеність, для цього регіону характерна велика кількість озер (всього в повіті їх близько 130). Центральна частина зайнята долинами річок (Аг'я, Піуза, Виганду та ін.). Східна частина заболочена.
На території повіту розташований так званий «саатсеський чобіт» — територія в районі селища Саатсе, яка до 1944 року входила до складу Естонії, а зараз входить до складу Псковської області Росії і через яку проходить естонська автодорога Вярска-Саатсе, що викликає труднощі в автомобільному сполученні. 
У повіті на території історичної області Сетумаа проживає народність сету.

## Географія
Річки: Ахья

## Адміністративно-територіальний поділ
З 2017 року до складу повіту входять 3 сільські муніципалітети (волосі)
|          | Назва  | Назва       | Площа,      | Населення |
| укр.     | ест.   | км2         | (1.01.2019) |           |
| -------- | ------ | ----------- | ----------- | --------- |
| Волості: |        |             |             |           |
|          | Канепі | Kanepi vald | 525         | 4780      |
|          | Пилва  | Põlva vald  | 706         | 13907     |
|          | Ряпіна | Räpina vald | 593         | 6319      |

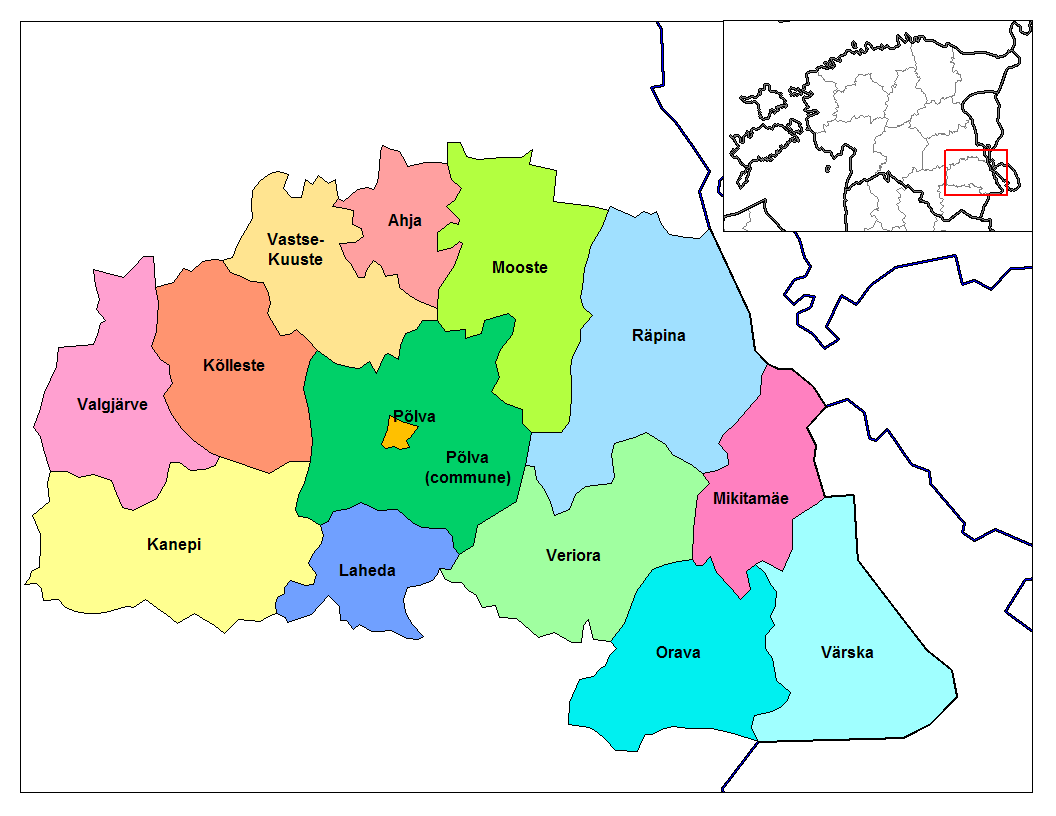
Муніципалітети повіту Пилвамаа

До реформи 2017 року складу повіту входило 13 сільських муніципалітетів (волостей).
|          | Назва         | Назва              | Площа,      | Населення |
| укр.     | ест.          | км2                | (1.01.2015) |           |
| -------- | ------------- | ------------------ | ----------- | --------- |
| Волості: |               |                    |             |           |
|          | Аг'я          | Ahja vald          | 72,2        | 963       |
|          | Валґ'ярве     | Valgjärve vald     | 143,1       | 1372      |
|          | Вастсе-Куусте | Vastse-Kuuste vald | 123,0       | 1136      |
|          | Веріора       | Veriora vald       | 200,3       | 1324      |
|          | Вярска        | Värska vald        | 187,7       | 1168      |
|          | Канепі        | Kanepi vald        | 231,5       | 2278      |
|          | Киллесте      | Kõlleste vald      | 150,1       | 1001      |
|          | Лахеда        | Laheda vald        | 91,5        | 1215      |
|          | Мікітамяе     | Mikitamäe vald     | 104,0       | 900       |
|          | Моосте        | Mooste vald        | 185,2       | 1371      |
|          | Орава         | Orava vald         | 175,5       | 682       |
|          | Пилва         | Põlva vald         | 234,0       | 9399      |
|          | Ряпіна        | Räpina vald        | 265,9       | 4629      |

## Найбільші міста
Міста з населенням понад 2,5 тисяч осіб:
| Назва міста | Населення, осіб (2009) |
| ----------- | ---------------------- |
| Пилва       | 6533                   |
| Ряпіна      | 2867                   |

## Україно-естонські відносини
З 2008 року були встановлені дружні стосунки між Куликівським районом Чернігівської області та Пилвамаа з Естонії. З того часу відбувається регулярний обмін міжнародними делегаціями — естонські відвідують Україну, а українські — Естонію.